# 数据损坏
数据损坏是指计算机数据在写入、读取、存储、传输或处理过程中发生的错误，这些错误给原始数据带来了意想不到的变化。计算机和存储系统會通過一些措施来保證端到端傳輸過程中的数据完整性，避免出現错误。